# Baptria borealis
Baptria borealis är en fjärilsart som beskrevs av Lankiala 1937. Baptria borealis ingår i släktet Baptria och familjen mätare. Inga underarter finns listade i Catalogue of Life.